# Anita Darian
Anita Darian (ur. 26 kwietnia 1927 w Detroit, zm. 1 lutego 2015 w Oceanside) – ormiańsko-amerykańska aktorka i śpiewaczka operowa (sopran).
Studiowała śpiew operowy na Curtis Institute of Music w Filadelfii i Juilliard School w Nowym Jorku. Występowała w New York City Opera i z orkiestrą Filharmonia Nowojorska. Nagrała kilka albumów solowych w wytwórniach Kapp Records i Fidelio Records. 
W latach 50. i 70. zagrała w kilku musicalach.